# Термінал Б (тур)
«Термінал Б» — тур гурту Бумбокс на підтримку свого 5 студійного альбому Термінал Б, який стартує 26 вересня концертом у Чернівцях.  Також в рамках туру група відвідає 5 міст Німеччини.

## Дати туру
| Номер  | Дата              | Місто            | Країна    | Майданчик                       |        |        |
| Етап 1 | Етап 1            | Етап 1           | Етап 1    | Етап 1                          | Етап 1 | Етап 1 |
| ------ | ----------------- | ---------------- | --------- | ------------------------------- | ------ | ------ |
| 1      | 26 вересня 2013   | Чернівці         | Україна   | Літній театр                    |        |        |
| 2      | 27 вересня 2013   | Хмельницький     | Україна   | Філармонія                      |        |        |
| 3      | 28 вересня 2013   | Вінниця          | Україна   | КЗ "Райдуга"                    |        |        |
| 4      | 1 жовтня 2013     | Житомир          | Україна   | театр ім. Кочерги               |        |        |
| 5      | 2 жовтня 2013     | Ужгород          | Україна   | Закарпатський драматичний театр |        |        |
| 6      | 3 жовтня 2013     | Івано-Франківськ | Україна   | стадіон «Рух»                   |        |        |
| 7      | 8 жовтня 2013     | Сімферополь      | Україна   | Музичний театр                  |        |        |
| 8      | 9 жовтня 2013     | Севастополь      | Україна   | Будинок офіцерів                |        |        |
| 9      | 11 жовтня 2013    | Херсон           | Україна   | ККЗ «Ювілейний»                 |        |        |
| 10     | 12 жовтня 2013    | Дніпропетровськ  | Україна   | Концерт-холл «Опера»            |        |        |
| 11     | 15 жовтня 2013    | Кривий Ріг       | Україна   | Дом Молоді і Студентів          |        |        |
| 12     | 16 жовтня 2013    | Кіровоград       | Україна   | Філармонія                      |        |        |
| 13     | 19 жовтня 2013    | Кременчук        | Україна   | Міський Палац Культури          |        |        |
| 14     | 20 жовтня 2013    | Полтава          | Україна   | ДД «Листопад»                   |        |        |
| 15     | 21 жовтня 2013    | Суми             | Україна   | Театр ім.Щепкіна                |        |        |
| 16     | 24 жовтня 2013    | Луганськ         | Україна   | Дк ім.Леніна                    |        |        |
| 17     | 25 жовтня 2013    | Маріуполь        | Україна   | ДК Металургів                   |        |        |
| 18     | 26 жовтня 2013    | Донецьк          | Україна   | ДМ «Юність»                     |        |        |
| 19     | 29 жовтня 2013    | Запоріжжя        | Україна   | ДК «Дніпроспецсталь»            |        |        |
| 20     | 30 жовтня 2013    | Харків           | Україна   | ККЗ «Україна»                   |        |        |
| 21     | 3 листопада 2013  | Львів            | Україна   | ДС «Україна»                    |        |        |
| 22     | 4 листопада 2013  | Луцьк            | Україна   | Театр ім.Шевченка               |        |        |
| 23     | 6 листопада 2013  | Миколаїв         | Україна   | Обласний Палац Культури         |        |        |
| 24     | 7 листопада 2013  | Одеса            | Україна   | Музичний театр ім.Водянова      |        |        |
| 25     | 8 листопада 2013  | Київ             | Україна   | Нова Stereo Plaza               |        |        |
| Етап 2 |                   |                  |           |                                 |        |        |
| 26     | 28 листопада 2013 | Штутгарт         | Німеччина | LKA-Longhorn                    |        |        |
| 27     | 29 листопада 2013 | Мюнхен           | Німеччина | Burgerhaus Garching             |        |        |
| 28     | 30 листопада 2013 | Гамбург          | Німеччина | Gruenspan                       |        |        |
| 29     | 1 грудня 2013     | Дортмунд         | Німеччина | FZW                             |        |        |
| 30     | 3 грудня 2013     | Берлін           | Німеччина | Fritz Club                      |        |        |

1. ↑  Архівована копія. Архів оригіналу за 17 вересня 2016. Процитовано 13 червня 2019.{{cite web}}:  Обслуговування CS1: Сторінки з текстом «archived copy» як значення параметру title (посилання) [Архівовано 2016-09-17 у Wayback Machine.]
2. ↑  Тур Бумбоксу по Німеччині. Архів оригіналу за 25 березня 2016. Процитовано 13 червня 2019. [Архівовано 2016-03-25 у Wayback Machine.]